# Moça lendo uma carta à janela (Vermeer)
Moça lendo uma carta à janela (em neerlandês:  Brieflezend meisje bij het venster) é uma pintura a óleo sobre tela pintada cerca de 1657-59 pelo mestre holandês do Renascimento Johannes Vermeer que se encontra actualmente na Pinacoteca dos Mestres Antigos, de Dresden.
A pintura que apresenta uma jovem holandesa a ler uma carta em frente de uma janela aberta foi atribuida  primeiro a Rembrandt e depois a Pieter de Hooch até que em 1880 a obra foi devidamente atribuida a Vermeer. Após a Segunda Guerra Mundial, a pintura esteve brevemente na posse da União Soviética até de ser devolvida à Alemanha.
Em setembro de 2021 foi revelado um mistério sobre a obra. Na parede ao alto do lado direito há um cupido que ficou escondido durante cerca de três séculos debaixo de uma camada de tinta. O resultado deixou a obra ainda mais interessante e esclarecedora.

## Descrição e técnica
A pintura retrata uma jovem loira holandesa de pé em frente a uma janela aberta, de perfil, lendo uma carta. Uma cortina vermelha desce da parte superior da janela. A porta envidraçada da parte de baixo está aberta para dentro e no quadrante inferior direito reflecte a imagem da jovem.
Uma cortina ocre presa num varão por argolas, em primeiro plano à direita, parcialmente fechada, encobre parte do quarto em que a jovem se encontra. A cor verde da cortina drapejada reflecte o verde do vestido da mulher e os tons da fruta que está numa tigela inclinada sobre a mesa coberta de coberta grossa vermelha. Na mesa, ao lado da tigela, está um pêssego cortado ao meio revelando o caroço.
As próprias cortinas, penduradas no primeiro plano direito, não são um elemento raro em Vermeer, aparecendo em sete das suas pinturas. Mais comum ainda é o repoussoir que aparece em 25 delas, sendo Moça lendo uma carta à janela, uma das três que apresenta uma mesa coberta com uma tapeçaria entre a figura principal da pintura e o espectador. Foi a última pintura em que Vermeer usou este esquema.
Moça lendo uma carta à janela e Oficial e Moça rindo representam os primeiros exemplos conhecidos de pointillé (que não deve ser confundido com Pontilhismo) pelo qual Vermeer se tornou conhecido. John Michael Montias (1991) aponta os "pequenos glóbulos brancos" que podem ser vistos nas partes mais brilhantes de ambas as pinturas, incluindo nos elementos de natureza morta, e nos cabelos loiros da Jovem lendo. Este uso da luz pode sustentar a especulação de historiadores da arte de Vermeer ter usado um dispositivo óptico mecânico, como uma lente côncava dupla montada numa câmara obscura, para o ajudar a alcançar padrões de luz realistas nas suas pinturas.

### Materiais usados
Moça lendo uma carta à janela, juntamente com várias outras obras de Vermeer, foi objecto de investigação por Hermann Kühn em 1968. A análise de pigmentos não revelou nenhuma peculiaridade, pois Vermeer usou os pigmentos usuais do período barroco. A cortina verde em primeiro plano foi pintada principalmente numa mistura de azul azurite e "lead-tin-yellow", enquanto a parte inferior contém verde terra. Para a cortina vermelha na janela e nas partes vermelhas da cobertura da mesa Vermeer usou uma mistura de vermilion, Alizarina e "branco chumbo".

## Interpretação

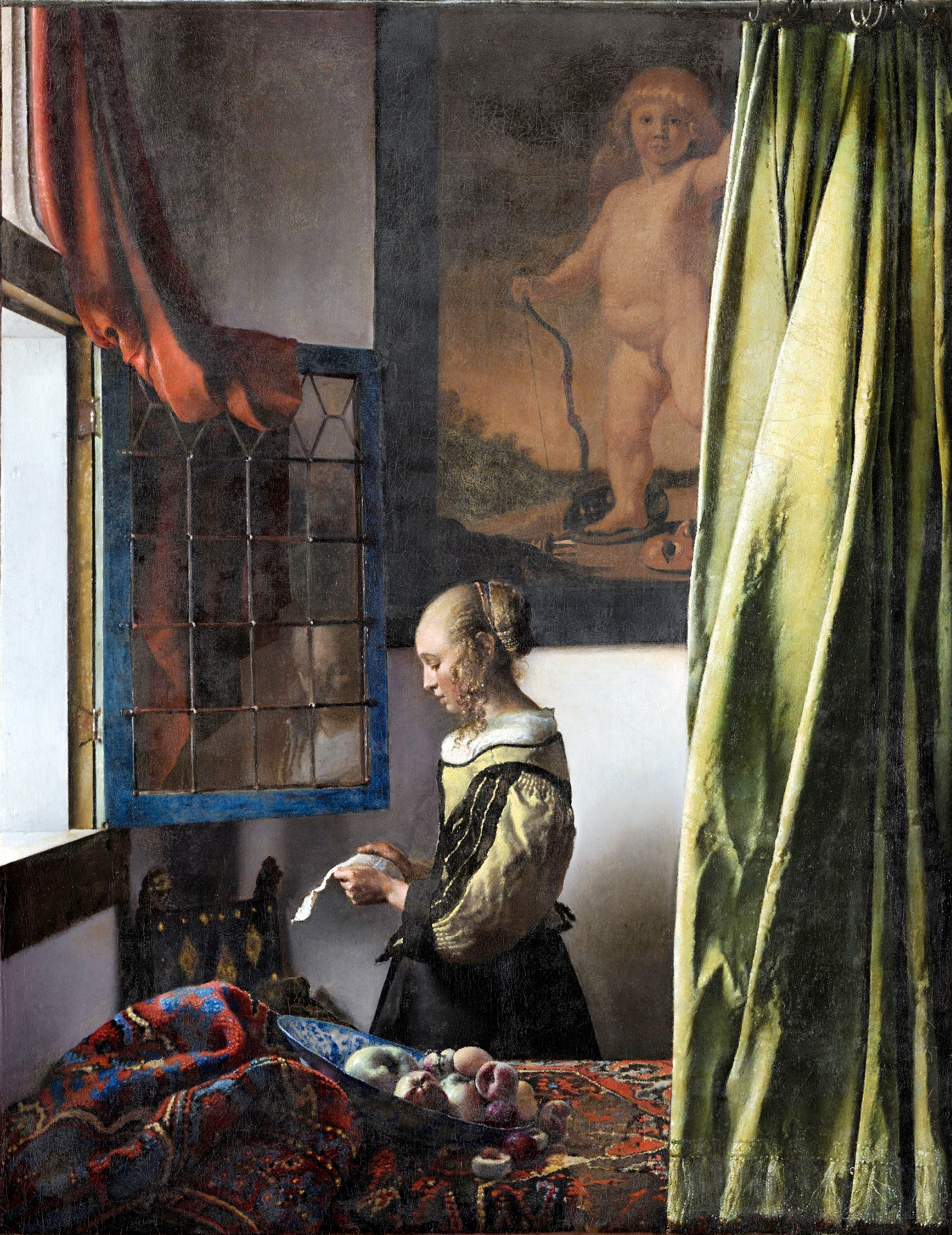
O Cupido foi revelado após um longo período de restauração e a pintura foi reapresentada para exibição pública em 2021

Norbert Schneider (2000) considera que a janela aberta está num nível destinado a representar "o desejo da mulher de estender a esfera doméstica" para além das restrições impostas em sua casa e pela sociedade, enquanto o fruto "é um símbolo de relações extraconjugais". Schneider conclui que a carta é uma carta de amor destinada a iniciar ou continuar um relacionamento ilícito, baseado no fato de os raios-x da tela terem mostrado que Vermeer chegou a retratar um putto, possivelmente Cupido, na pintura. A figura estaria a pairar no canto superior direito da obra. Análises atuais revelaram que a imagem do cupido foi coberta no final do século 18, de forma que a parede aparecia em branco. Entre 2018 e 2021, a pintura foi completamente revertida ao original por um projeto de restauração conduzido pelo museu Staatliche Kunstsammlungen Dresden, finalmente revelando a figura de Cupido por inteiro.

## História
Vermeer completou Moça lendo uma carta à janela aproximadamente em 1657–59. Em 1742, Augusto III da Polônia, Eleitor da Saxônia, comprou a pintura convencido erradamente que tinha sido pintada por Rembrandt. Em 1826 foi de novo erradamente atribuida a Pieter de Hooch. Até que em 1860 o crítico de arte francês Théophile Thoré-Bürger a reconheceu como uma das raras obras de Vermeer restabelecendo a sua correcta autoria.
Moça lendo uma carta à janela fez parte do grupo de pinturas salvas da destruição no Bombardeamento de Dresden da II Guerra Mundial. Tendo sido armazenada com outras obras de arte num túnel, na Saxónia, foi depois encontrada pelo Exército Vermelho e levada para a União Soviética. Os soviéticos consideraram este confisco como um ato de resgate, enquanto outros o consideraram como um ato de pilhagem. De qualquer modo, em 1955, após a morte de Stalin, os soviéticos decidiram devolver a pintura à Alemanha, "com o objetivo de fortalecer e promover o progresso da amizade entre os povos soviético e alemão". Pesarosos por perder centenas de pinturas, houve historiadores de arte e curadores de museus na União Soviética que sugeriram que "em reconhecimento por salvar e devolver os tesouros mundialmente famosos da Galeria de Dresden", os alemães poderiam talvez doar aos soviéticos Moça lendo uma carta à janela e Vénus adormecida de Giorgione. Os alemães não aceitaram a ideia e a pintura foi devolvida pelos soviéticos estando actualmente na Gemäldegalerie de Dresden.

## Legado
Moça lendo uma carta à janela tem sido uma inspiração para outros artistas, por exemplo para o fotógrafo Tom Hunter cuja interpretação fotográfica do tom sombrio da emoção e da tigela de fruta mostra uma jovem mãe com o seu filho a ler um aviso de despejo.